# Marató de Tòquio
La Marató de Tòquio (東京マラソン Tokyo Marason) és un esdeveniment esportiu de marató que se celebra anualment a Tòquio, la capital del Japó. És una marató "Etiqueta d'or (Gold Label)" de la IAAF i una de les sis  Grans Maratons del Món (World Marathon Majors). Està patrocinada pel Metro de Tòquio.

## Guanyadors

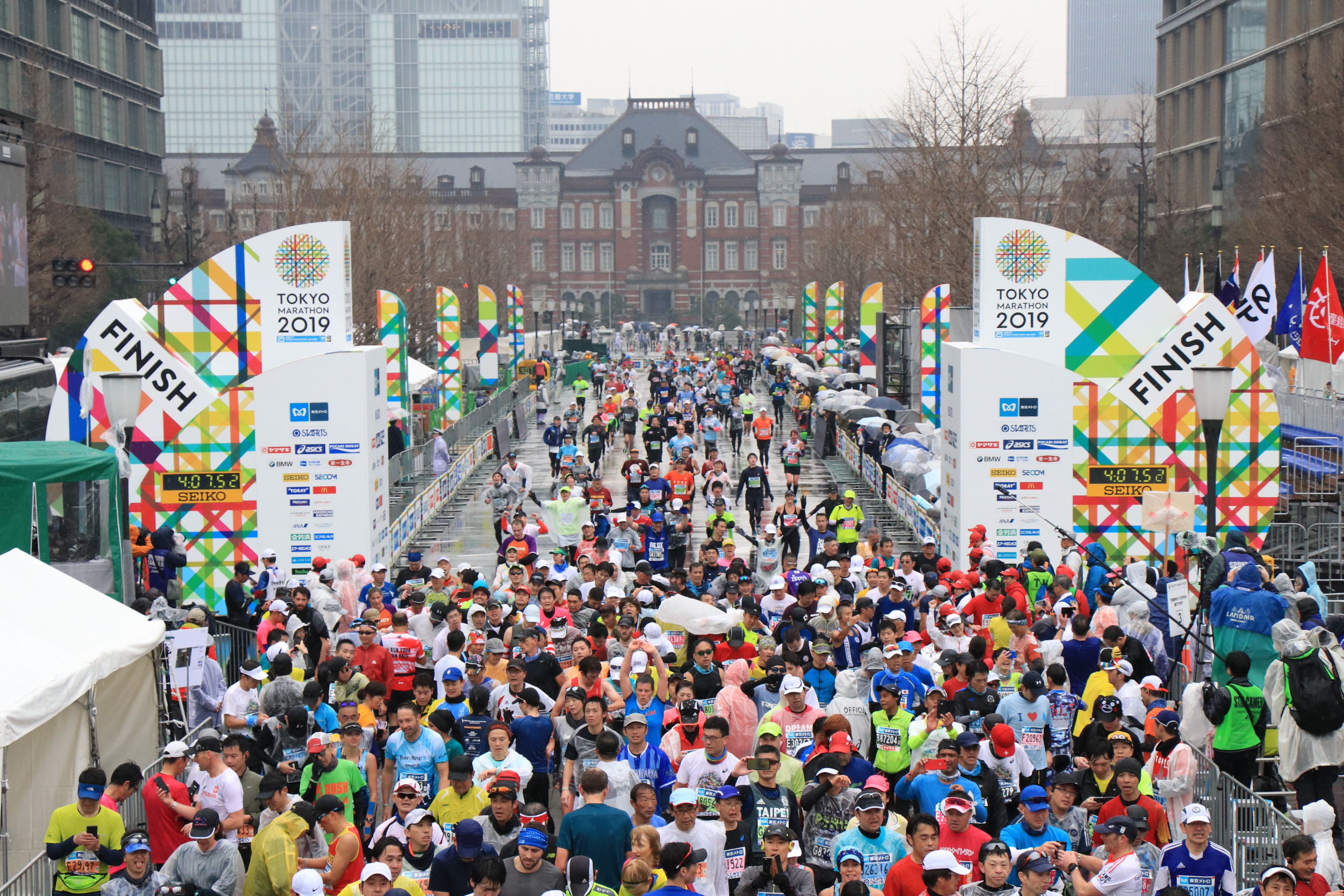
Corredors acabant la cursa de 2019

Rècord de la cursa
| Any  | Guanyador homes   | País    | Temps (m:s) | Guanyadora dones     | País     | Temps (m:s) |
| ---- | ----------------- | ------- | ----------- | -------------------- | -------- | ----------- |
| 2018 | Dickson Chumba    | Kenya   | 2:05:30     | Birhane Dibaba       | Etiòpia  | 2:19:51     |
| 2017 | Wilson Kipsang    | Kenya   | 2:03:58     | Sarah Chepchirchir   | Kenya    | 2:19:47     |
| 2016 | Feyisa Lilesa     | Etiòpia | 2:06:56     | Helah Kiprop         | Kenya    | 2:21:27     |
| 2015 | Endeshaw Negesse  | Etiòpia | 2:06:00     | Birhane Dibaba       | Etiòpia  | 2:23:15     |
| 2014 | Dickson Chumba    | Kenya   | 2:05:42     | Tirfi Tsegaye        | Etiòpia  | 2:22:23     |
| 2013 | Dennis Kimetto    | Kenya   | 2:06:50     | Aberu Kebede         | Etiòpia  | 2:25:34     |
| 2012 | Michael Kipyego   | Kenya   | 2:07:37     | Atsede Habtamu       | Etiòpia  | 2:25:28     |
| 2011 | Hailu Mekonnen    | Etiòpia | 2:07:35     | Noriko Higuchi       | Japó     | 2:28:49     |
| 2010 | Masakazu Fujiwara | Japó    | 2:12:19     | Alevtina Biktimirova | Rússia   | 2:34:39     |
| 2009 | Salim Kipsang     | Kenya   | 2:10:27     | Mizuho Nasukawa      | Japó     | 2:25:38     |
| 2008 | Viktor Röthlin    | Suïssa  | 2:07:23     | Claudia Dreher       | Alemanya | 2:35:35     |
| 2007 | Daniel Njenga     | Kenya   | 2:09:45     | Hitomi Niiya         | Japó     | 2:31:02     |